# Lokavec, Laško
Lokavec je naselje v Občini Laško.